# Academia Portuguesa (semanário)

Academia Portuguesa : semanário de literatura, informação e defesa da Academia foi um jornal publicado semanalmente em Lisboa, entre 1932 e 1933, dirigido por Abel dos Santos.
Bem visível no cabeçalho deste periódico, estão os nomes dos  seus colaboradores:  Agostinho Fortes, Serras Pereira, Horácio Bento de Gouveia, António Maria Lopes, João da Silva Correia, Jardim de Monte-São, Santos Pereira, Joaquim S. Jacobetti  Rosa 